# Chicago (canção de Michael Jackson)
"Chicago" é uma canção do cantor estadunidense Michael Jackson, presente no seu segundo álbum póstumo Xscape. A canção foi composta por Cory Rooney e gravada originalmente nas sessões de gravação de seu álbum Invincible de 2001, com o título de "She Was Lovin' Me", porém, ficou fora da lista de faixas final do álbum.
Era planejado que "Chicago" fosse o primeiro single do álbum Xscape, porém, os planos mudaram e Love Never Felt So Good foi a escolhida para ser o primeiro single. A versão original também está presente na versão deluxe de Xscape.

## Lançamento
A canção foi lançada em 5 de maio de 2014 pela Sony Entertainment como single promocional para Xscape.

## Curiosidades
- Cory Rooney, o compositor da canção, diz que quando Michael ouviu a demo da canção, gravada por ele mesmo para mostrar ao Michael, ele lhe perguntou: "Por que escolheu Chicago como cidade?" Cory então respondeu: "Tente cantar a música com outra cidade a não ser Chicago!". Michael então o fez, porém, não achou nenhuma cidade que combinasse com a letra, e inclusive deu risadas deste ocorrido.
- Michael gravou em um dia os vocais calmos da canção primeiro, como de costume, para depois gravar os vocais mais agressivos. Porém, no dia de gravar os agressivos, Michael ficou doente, e avisou Rooney que não iria gravar e o mandou alguns presentes como pedido de desculpas. Após melhorar, Michael finalmente gravou os vocais.
- Um remix especial de "Chicago", intitulado de "Papercha$er Remix" foi disponibilizado para clientes do Sony Xperia Lounge.

## Faixas
| Compact Disc |           |         |  |
| N.º          | Título    | Duração |  |
| 1.           | "Chicago" | 4:05    |  |

## Desempenho nas paradas
| Paradas (2014)                               | Melhor posição |
| -------------------------------------------- | -------------- |
| Coreia do Sul (Gaon)                         | 103            |
| Coreia do Sul (Gaon International Songs)     | 7              |
| Estados Unidos (Billboard R&B/Hip-Hop Songs) | 50             |
| França (SNEP)                                | 127            |
| Países Baixos (Single Top 100)               | 53             |